# L'últim comanxe
L'últim comanxe (títol original: Last of the Comanches) és una pel·lícula western estatunidenca de 1953 dirigida per André De Toth i protagonitzada per Broderick Crawford, Barbara Hale, Johnny Stewart i Lloyd Bridges. La pel·lícula és un remake de la pel·lícula Sahara de la Segona Guerra Mundial de 1943, protagonitzada per Humphrey Bogart. Lloyd Bridges va aparèixer a les dues pel·lícules. Està doblada al català.

## Argument
El 1876 tots els indis estan en pau excepte els comanxes liderats per Núvol Negre. Quan acaba amb una ciutat sencera, deixant només ruïnes cremades, només queden sis soldats i es retiren al desert amb l'esperança d'arribar a la seguretat de Fort Macklin. Però es troba a almenys 100 milles de distància i els falta aigua. Són reforçats per membres d'una diligència i troben aigua limitada en una missió deserta. Envien un noi indi que estava presoner al fort a buscar reforços, mentre lluiten contra Núvol Negre.

## Repartiment
- Broderick Crawford com Sgt. Maj. Matt Trainor
- Barbara Hale com Julia Lanning
- Johnny Stewart com Petit Ganivet
- Steve Forrest com tinent Floyd
- Lloyd Bridges com Jim Starbuck
- Mickey Shaughnessy com Rusty Potter
- George Mathews com Romany O'Rattigan
- Hugh Sanders com Denver Kinnaird
- Chubby Johnson com Henry Ruppert
- Martin Milner com Billy Creel
- Milton Parsons com Satterlee el profeta
- Carleton Young com Major Lanning
- Ric Roman com soldat Martinez
- John War Eagle com Núvol Negre